# Keijia maculata
Keijia maculata är en spindelart som beskrevs av Yoshida 200. Keijia maculata ingår i släktet Keijia och familjen klotspindlar. Inga underarter finns listade i Catalogue of Life.